# Platylister makassariensis
Platylister makassariensis är en skalbaggsart som först beskrevs av Sylvain Auguste de Marseul 1864.  Platylister makassariensis ingår i släktet Platylister och familjen stumpbaggar. Inga underarter finns listade i Catalogue of Life.